# Ummanigash (figlio di Urtak)
Ummanigash (fl. VII secolo a.C.) fu per breve tempo (dal 653 al 652 a.C.)  un sovrano dell'antico regno di Elam (moderno Iran), che regnò dopo la decapitazione del suo predecessore Teumman nel 653.
Governò parte dell'Elam mentre suo fratello, Tammaritu, ne governò un'altra. Viene anche chiamato Humban-nikash II  e Khumban-nikash II. 

## Biografia
Urtak, il padre di Ummanigash e Tammaritu, aveva governato l'Elam dal 675 al 664. Alla sua morte gli successe Teumman. Quando Teumman salì al potere, i figli di Urtak Ummanigash, Ummanappa e Tammaritu fuggirono in Assiria temendo Teumman  e vissero sotto la protezione assira a Ninive.  Sulla base della sua posizione in una lista assira, Ummanigash era probabilmente il figlio maggiore di Urtak.  L'assiro Assurbanipal, nella battaglia di Ulai, uccise Teumman.
Dopo la morte di Teumman, il re assiro pose Ummanigash come "re" sulla città elamita di Madaktu, e suo fratello Tammaritu come "re" di Hidalu. Nel frattempo, Assurbanipal si trovò ad affrontare suo fratello, Shamash-shum-ukin, re di Babilonia, che cercava di rendersi indipendente dalla potestà di Assurbanipal. Ummanigash si unì a questa ribellione, inviando soldati in aiuto di Shamash-shum-ukin nel 652. Le forze elamite furono sconfitte e, poco dopo, un individuo di nome Tammaritu (non il fratello di Teumman) salì al potere in Elam,  probabilmente come risultato della sconfitta elamita.  Questo successore di Ummanigash è noto alla storia moderna come Tammaritu II. 